# Брайчевський Михайло Юліанович
Миха́йло Юліа́нович Брайче́вський (нар. 6 вересня 1924, Київ — пом. 23 жовтня 2001, Київ) — український історик та археолог.
Лауреат премії ім. М. Грушевського, лауреат премії Фундації Омеляна і Тетяни Антоновичів, член Української вільної академії наук (США), дійсний член Наукового товариства імені Шевченка, голова Київського осередку Українського історичного товариства ім. М. Грушевського, заслужений діяч науки і техніки, почесний професор Національного університету «Києво-Могилянська академія».

## Життєпис
Народився Михайло Брайчевський у сім'ї корінних киян — Юліана Карловича і Віри Архипівни Брайчевських. За його спогадами, пращури по батьківській лінії належали до полонізованої української шляхти католицького віросповідання, родичі по матері (до шлюбу Виноградова) були етнічними росіянами.
Середню освіту Михайло здобув у 83-й школі, закінчив 1949 року історичний факультет Київського університету, де заснував Наукове студентське товариство і став першим його головою. Був організатором першої студентської наукової конференції в університеті, виступив на її пленарному засіданні з доповіддю «До питання про походження українського народу». Університет закінчив з відзнакою, ще за два роки до його закінчення був зарахований у штат Інституту археології АН УРСР. Працюючи в цьому інституті, вів археологічні дослідження на Переяславщині, Волині, Поділлі, досліджував слов'янські пам'ятки Пастирське, Леськи, Дахнівка, Черепин-Корсунський, Переяслав, Іванківці.
1955 року Брайчевський захистив кандидатську дисертацію «Римська монета на території України» (1959 року вийшла книгою). Активно друкувався, написав великі розділи до колективних монографій «Нариси стародавньої історії Української РСР» (1957) та «Історія Києва» (1959). Але подану 1960 року до захисту докторську дисертацію «Анти (нариси з історії Східної Європи в епоху великого переселення народів)», у якій підкріплювалася археологічними даними теза Михайла Грушевського про виникнення державності у східних слов'ян вже в «антський» період, було «завалено».
У цей період кілька разів побував за кордоном із науковою метою, зокрема наприкінці 1950-х рр. відвідав Швецію, Фінляндію, Китай, у 1960 р. — в НДР.
Працюючи у 1959—1968 роках в Інституті історії, Михайло Брайчевський брав участь у створенні низки фундаментальних колективних досліджень — «Історія українського мистецтва» (1962), «Історія вітчизняної математики» (1966), «Історія селянства Української РСР» (1967), «Історія Української РСР» (1969), написав десятки статей до енциклопедій. Його монографії цих років «Коли і як виник Київ» (1963), «Біля джерел слов'янської державності» (1964), «Походження Русі» (1968) стали справжніми віхами в історичній науці і принесли Брайчевському світове визнання.
Михайло Брайчевський міг зробити блискучу академічну кар'єру, досягти найвищих звань на ниві науки і культури. Своєю ерудицією у різних галузях знань він нагадував мислителів середньовіччя: історик і археолог поєднувалися в ньому з мистецтвознавцем і філософом, поетом і художником. Написаний ним ще в молоді роки підручник з історії філософії вийшов у фінал всесоюзного конкурсу на найкращий навчальний посібник у цій галузі. Брайчевський першим з українських археологів збагнув перспективи, які відкриває перед археологічною наукою використання в ній комп'ютерних технологій, був представником від України у складі всесоюзної комісії АН СРСР «Кібернетика і питання методології та методики історичного дослідження», брав активну участь в організації першої наукової конференції з питань використання досягнень кібернетики в суспільних науках.
Входив до складу комісії для обстеження стану роботи й охорони пам‟ятників Лаврського заповідника УТОПіК.
1970—1972 — працював у Інституті археології АН УРСР. Після звільнення працював кочергаром. У 1978 році М. Ю. Брайчевського було поновлено на роботі в інституті.
Наприкінці 1980-х рр. повертається до активного наукового життя. 1988 підготував монографію «Утвердження християнства на Русі» (1988), за яку у 1993 р. був удостоєний Премії фонду Антоновичів (США). 1989 захистив докторську дисертацію («Східні слов'яни у I тис. н. е.»).
Автор понад 600 праць, низки монографій, з яких частину надруковано уже після його смерті.

## Громадсько-політична діяльність
Але як справжній громадянин і патріот, Брайчевський не стояв осторонь і суспільно-політичних процесів в Україні. У період хрущовської «відлиги» він став відомим у колах освіченої інтелігенції лекціями з історії України, які читав у Клубі творчої молоді «Сучасник»; під час першого відзначення на державному рівні 150-літнього ювілею Тараса Шевченка провів автобусну екскурсію шевченківськими місцями (за що був нагороджений «шевченківською» грамотою за підписом Миколи Бажана). 1966 року Брайчевський написав трактат «Приєднання чи возз'єднання?», де блискуче викрив фальш «Тез до 300-річчя возз'єднання України з Росією». Робота спочатку поширювалася «самвидавом», а 1972 року вийшла брошурою в Канаді. За це й за підпис під протестним зверненням інтелігенції до керівництва СРСР («Лист 139-ти») 1968 року вченого звільнили з роботи. Компартійна влада вимагала від Брайчевського визнання у пресі помилковості власних висновків, публічного «каяття», а не домігшись свого, зробила все, щоб науковий світ забув ім'я вченого: понад десятиліття його не друкували, забороняли посилатися на його праці, не допускали на наукові конференції, не давали працювати за фахом. Продовжуючи писати «в шухляду», Михайло Брайчевський створив у ці роки низку монографічних досліджень і десятки статей, частину з яких не опубліковано й досі.
У роки національного відродження України Брайчевський знову був у вирі суспільно-політичного життя: виступив на Установчому з'їзді Руху зі співдоповіддю «Про перспективи української державності» (1989), після здобуття Україною незалежності намагався спрямувати діяльність цієї організації в економічну сферу («Відкритий лист до керівників Руху» (1992)), одним із перших виступив на захист державної мови в Україні («Відкритий лист до Президента України Леоніда Кучми» (2000)). У цей час він активно друкувався, читав курси лекцій в університеті «Києво-Могилянська академія», написавши для цього два підручники — «Конспект історії України» (1993) та «Вступ до історичної науки» (1995).
Киянин у третьому поколінні, Брайчевський належав до найкращих представників київської культурної еліти, був духовним хранителем і ревним захисником тієї міської культури, яка дійшла до нас із минулих століть. Він був одним із засновників Товариства охорони пам'яток історії та культури України; його енергією було врятовано в епоху «соціалістичних реконструкцій» архітектурний комплекс Києво-Могилянської академії, низку культових споруд та інших пам'яток історії і архітектури України. Брайчевський був співавтором проекту Рішення про заповідні історико-архітектурні зони в Києві, написавши ґрунтовну історичну довідку про Поділ (коли виникла загроза його знесення й зведення на цьому місці «мікрорайону»). Саме він першим підняв і питання про відбудову Михайлівського та Успенського соборів.
Похований у Києві на Байковому кладовищі.

## Вшанування пам'яті
- Наукові читання пам'яті Михайла Брайчевського (1924—2001) «Михайло Брайчевський — учений, громадянин, особистість» (м. Київ, 5-6.12.2001 р., Національний університет «Києво-Могилянська академія»).
- Вечір пам'яті та відкриття виставки, присвяченої річниці від дня смерті М. Ю. Брайчевського «Михайло Брайчевський — історик, археолог, романтик» (м. Київ, Музей історії Києва, відкриття 24.10.2002 р.).
- На радіо «Свобода» (телефонне включення к.і.н. І.Гирича і к.і.н. Ю.Кухарчука в передачу Сергія Грабовського і Максима Стріхи «Країна інкоґніта», присвячену 80-річчю від дня народження М. Ю. Брайчевського. (Передача виходила в ефір 3.09.2004, з 21 год. 45 хв. до 22 год., і 6.09.2004 р. о 8 год. ранку).
- На радіо «Свобода» (включення студійної розмови Тараса Марусика з к.і.н. Ю.Кухарчуком та телефонної — з д.і.н., проф. Л.Залізняком і к.і.н. І.Гиричем — у передачу, присвячену 80-річчю від дня народження М. Брайчевського, ведуча Ірина Халупа). (Передача пройшла в ефірі 6.09.2004 р. з 21 год. до 21 год. 30 хв.).
- Прямий ефір на радіоканалі «Культура». Розмова ведучого передачі «Діалоги про культуру» Василя Марусика з к.і.н. Ю. Кухарчуком і к.і.н. І.Гиричем з нагоди 80-річчя від дня народження Михайла Брайчевського. (Пройшла в ефірі 5.09.2004 р. з 12 до 13 год.)
- «Пам'ять історії». З нагоди 80-річчя Михайла Брайчевського зі спогадами про вченого та оцінкою його наукового доробку перед студентами НаУКМА виступили доктори історичних наук, професори Л. Залізняк, В. Щербак, Ю. Мицик, Н. Яковенко, к.і.н. Ю. Кухарчук, нар. артистка України Л. Кадирова. (Київ, Національний університет «Києво-Могилянська академія», 6.09.2004 р.).
- Виступ к.і.н. Ю.Кухарчука як упорядника зібрання «Творів» М.Брайчевського з інформацією про автора та його твори, які увійшли до 1-го тому, — на презентації видавничих проектів Вид-ва імені Олени Теліги — у «Книжковому саду» (Київ, «Український дім» 20. 05. 2004 р.).
- Прямий ефір на радіоканалі «Культура». Розмова ведучої передачі «Історія в історії» Марини Фіалко з к.і.н. Ю.Кухарчуком і к.і.н. І.Гиричем, присвячена постаті Михайла Брайчевського у просторі української науки і культури. (Пройшла в ефірі 9.09.2006 р., з 15 до 16 год.).
- І Читання пам'яті Михайла Брайчевського (м. Київ, Центр археології Києва, 21 грудня 2007 р., організатор директор Центру М.Сагайдак). У рамках Читань пройшла презентація книги О. П. Бодак «Каталог архіву Михайла Брайчевського у фондах Інституту рукопису НБУ ім. В. І. Вернадського». — К., 2007.
- ІІ Читання пам'яті Михайла Брайчевського (м. Київ, Центр археології Києва, 25 грудня 2008 р., організатор директор Центру М.Сагайдак).
- Презентація 1-го і 2-го томів творів Михайла Брайчевського «Вибране». Відкрив засідання і виступив з вітальним словом декан гуманітарного відділення НаУКМА д.і.н., проф. В.Щербак, ознайомив присутніх зі змістом творів і вів засідання упорядник видання к.і.н. Ю.Кухарчук, виступили перед присутніми М. Плав'юк, Є. Сверстюк, І. Драч, В. Овсієнко, Л. Семикіна, Л. Кадирова, М. Сагайдак, І. Білолипецька, Л. Колотилова, Т. Балабушевич, І. Гирич, О. Бодак. (Київ, Конгрегаційна зала Староакадемічного корпусу Національного університету «Києво-Могилянська академія», 15.09.2009 р.).
- Прямий ефір на радіоканалі «Культура». Розмова ведучого Василя Марусика з к.і.н. М.Сагайдаком, к.і.н. В.Зоценком і к.і.н. О.Бодак з нагоди 85-річчя від дня народження Михайла Брайчевського. (Пройшла в ефірі 16.09.2009 р. з 17 до 18 год.).
- Прямий ефір на радіоканалі «Культура». Розмова ведучої передачі «Київ і кияни» Оксани Бойко з к.і.н. Ю.Кухарчуком і В.Павловою (2010 р.).
- Прямий ефір на радіоканалі «Культура». Розмова ведучого передачі «На вірність Україні» Василя Марусика з к.і.н. Ю.Кухарчуком і к.і.н. І.Гиричем (21.10.2011 р. з 17.15 до 17.50 год.)
- Прямий ефір на радіо «Ера-ФМ». Розмова ведучої передачі «Історії з історії» Марини Фіалко з к.і.н. Ю.Кухарчуком — упорядником збірки поетичних творів та низки монографічних досліджень Михайла Брайчевського, не опублікованих за життя їх автора.(5. 09. 2015 р.)
- Прямий ефір на радіоканалі «Культура». Розмова ведучої передачі «Літопис» Людмили Лук'янченко з к.і.н. Ю.Кухарчуком з нагоди річниці від дня народження Михайла Брайчевського на тему «Михайло Брайчевський — історик, захисник пам'яток історії та культури України» (6. 09. 2020 р.)
- Прямий ефір на радіоканалі «Культура». Розмова ведучої передачі «Літопис» Людмили Лук'янченко з к.і.н. Ю.Кухарчуком з нагоди Міжнародного дня європейських мов на тему «Михайло Брайчевський — державник, оборонець державної мови України» (26. 09. 2020 р.)
- Прямий ефір на радіоканалі «Культура». Розмова ведучої передачі «Літопис» Людмили Лук'янченко з к.і.н. Ю.Кухарчуком на тему "Історичне значення і актуальність аналітико-публіцистичної праці Михайла Брайчевського «Приєднання чи возз'єднання» (24. 10. 2020 р.)
- 8 грудня 2022 вулицю Металістів у місті Київ перейменовано на вулицю Михайла Брайчевського.
- 22 грудня 2022 року вулицю Некрасова в місті Черкаси було перейменовано на вулицю Михайла Брайчевського.

## Статті
- Археологічні матеріали до вивчення культури східнослов'янських племен VI—VIII ст. ст. [Архівовано 7 квітня 2015 у Wayback Machine.] // Археологія, т. VI. — К., 1950. — С. 27—55.
- Древнеславянские памятники Каневщины // Наукові записки КДУ, т. IX, вип. V, Канівський збірник. — К., 1950. — № 8. — С. 11—23.
- Знахідки римських монет на території УРСР [Архівовано 7 квітня 2015 у Wayback Machine.] // Археологія, т. ІІІ. — К., 1950. — С. 93—103.
- О времени сложения феодализма в Древней Руси // Вопросы истории. — 1950. — № 8. — С. 60—77 (співавтор В. Довженок).
- Про датування шиферних пряслиць [Архівовано 7 квітня 2015 у Wayback Machine.] // Археологія, т. IV. — 1950. — С. 91—98.
- Археологічні пам'ятки часів боротьби Русі проти монгольської навали // Вісник АН УРСР. — 1951. — № 10. — С. 64—73.
- До питання про так звані римські впливи в культурі древніх слов'ян [Архівовано 7 квітня 2015 у Wayback Machine.] // Археологія, т. V. — 1951. — С. 81—91.
- К происхождению древнерусских городов (города Среднего Приднепровья, Поднестровья и Побужья по полевым данным последних лет) [Архівовано 17 листопада 2021 у Wayback Machine.] // КСИИМК, вып. XLI. — М.-Л., 1951. — С. 32—33.
- Работы на Пастырском городище в 1949 г. // КСИИМК, вып. XXXVI. — М.-Л., 1951. — С. 155—164.
- Антський період в історії східних слов'ян [Архівовано 7 квітня 2015 у Wayback Machine.] // Археологія, т. VII. — К., 1952. — С. 21—42.
- К вопросу о генетических связях ювелирного ремесла антов Киевской Руси // КСИА АН УССР, вып. 1. — К., 1952. — С. 43—49.
- Неопубліковані речі часів переселення народів у Львівському музеї // Труди Канівського біо-географічного заповідника. — К., 1952. — С. 105—111.
- Основні питання археологічного вивчення антів // Вісник АН УРСР. — К., 1952. — № 7. — С. 51—56.
- Пам'ятки скіфської епохи на Волино-Подільському прикордонні // Археологічні пам'ятки УРСР, т. IV. — К., 1952. — С. 162—164.
- Пастирське городище // Вісник АН УРСР. — 1952. — № 10. — С. 66—73.
- Пастирський скарб 1949 р. [Архівовано 7 квітня 2015 у Wayback Machine.] // Археологія, т. VII. — К., 1952. — С. 161—173.
- Розвідка слов'янських пам'яток на Волино-Подільському прикордонні, Археологічні пам'ятки УРСР, т. III, К., 1952, с. 401—408.
- Розкопки на Городському городищі, Археологічні пам'ятки УРСР, т. III, К., 1952, с. 187—196.
- Слов'янські пам'ятки Середнього Поросся, Археологічні пам'ятки УРСР, т. ІІІ, К., 1952, с. 57—65.
- Час обігу римської монети в антському суспільстві [Архівовано 7 квітня 2015 у Wayback Machine.], Археологія, т. VI, К., 1952, с. 74—80.
- Археологічні свідчення участі східних слов'ян у політичних поділах римської історії III—IV ст.ст. н. е. [Архівовано 7 квітня 2015 у Wayback Machine.], Археологія, т. VIII, К., 1953, с. 45—55.
- Древнеславянское святилище в с. Иванковцы на Днестре, КСИИМК, вып. 52, М., 1953, с. 43—53.
- Древнеславянское святилище в с. Иванковцы на Поднестровье, КСИА АН УССР, вып. 2, К., 1953, 23—24 (співавтор В. Довженок).
- Об «антах» Псевдомаврикия [Архівовано 7 квітня 2015 у Wayback Machine.], СЭ, № 2, 1953, с. 21—36.
- Основные вопросы археологического изучения антов (культура полей погребений), Доклады VI научной конференции ИА АН УССР, К., 1953, с. 60—81.
- Пастырское городище в связи с проблемой восточнославянских племен, КСИА АН УССР, вып. 2, К., 1953, с. 27—28.
- W sprawie genezy miast staroruskich, Z Dadan nad geneza miast ruskich, Warszawa, 1953, s. 65—69.
- Видатний український археолог (до 40-річчя з дня смерті В. В. Хвойки), Вісник АН УРСР, № 11, К., 1954, с. 59—61.
- Древнейшие стоянки и могильники, Киев (справочник-путеводитель), К., 1954.
- Древнейшее Киевское городище, Киев (справочник-путеводитель), К., 1954.
- К истории древнеславянского ювелирного ремесла, КСИИМК, вып. 53, М., 1954, с. 23—28 (співавтор Д. Березовець).
- Некоторые данные об участии восточных славян в событиях на Дунае 248—251 гг. [Архівовано 17 листопада 2021 у Wayback Machine.], КСИА АН УССР, вып. 3, К., 1954, с. 8—13.
- О распространении римских монет у древних восточных славян, ВДИ, № 1, 1954, с. 119—134.
- Отписка и действительность, «Правда Украины», № 218 (3804), 16.IX.1954 (співавтори В. Гончаров, В. Довженок, В. Березовець, Д. Бліфельд).
- Памятники города Х ст., Киев (справочник-путеводитель), К., 1954.
- Памятники города XI—XIII ст., Киев (справочник-путеводитель), К., 1954.
- Римская монета на территории УССР (автореферат диссертации), М., 1954, 22 с.
- Археологічна розвідка в Новоушицькому районі Хмельницької області, Археологічні пам'ятки УРСР, т. V, К,, 1955, с. 176—178.
- До історії обробки заліза населенням Східної Європи в кінці І тис. до н. е., Нариси з історії техніки, вип. 2, 1955, с. 107—121.
- Нові досягнення української археології, Вісник АН УРСР, № 1, К., 1956, с. 77—80.
- Нові розкопки на Пастирському городищі, Археологічні пам'ятки УРСР, т. V, К., 1955, с. 67—76.
- К вопросу о происхождении Оболонского клада, КСИИМК, вып. 66, М., 1956, с. 59—64.
- Новый клад римских монет из с. Турии, ВДИ, № 4, 1956, с. 153—156.
- О некоторых спорных вопросах ранней истории восточных славян (по поводу статьи Г. Ф. Корзухиной), КСИА АН УССР, вып. 6, К., 1956, 79—86.
- Перший історик східнослов'янських народів (до 900-річчя з дня народження Нестора Літописця), Вісник АН УРСР, № 7, К., 1956, с. 51—53.
- Дополнение к публикации Пастырского клада 1949 г., СА, № 1, 1957, с. 246.
- Знання, Культура Київської Русі, Нариси стародавньої історії Української РСР, К., 1957, с. 504—505.
- Исследования Пастырского городища в 1955 г., КСИА АН УССР, вып. 7, К., 1957.
- Київська Русь у Х — першій половині ХІ ст., Короткий нарис політичної історії Київської Русі, Нариси стародавньої історії Української РСР, К., 1957, с. 537—541.
- К истории лесостепной полосы Восточной Европы в І тыс. н. э., СА, № 3, 1957.
- Музика і видовища, Культура Київської Русі, Нариси стародавньої історії Української РСР, К., 1957, 534—536.
- Освіта. Культура Київської Русі, Нариси стародавньої історії Української РСР, К., 1957, 503—504.
- Писемність. Культура Київської Русі, Нариси стародавньої історії Української РСР, К., 1957, 498—503.
- Політичний лад і право Київської Русі. Суспільно-політичні відносини у Київській Русі, Нариси стародавньої історії Української РСР, К., 1957, 482—491.
- Про етнічну приналежність Черняхівської культури [Архівовано 7 квітня 2015 у Wayback Machine.], Археологія, т. X, 1957, с. 11—24.
- Релігія і церква. Суспільно-політичні відносини у Київській Русі, Нариси стародавньої історії Української РСР, К., 1957, с. 495—498.
- Стародавні східні слов'яни. Нариси стародавньої історії Української РСР, К., 1957, с. 315—355.
- Фольклор і література. Культура Київської Русі, Нариси стародавньої історії Української РСР, К., 1957, с. 505—513.
- Археологічні дослідження на Україні (1917—1957). Огляд вивчення археологічних пам'яток, УІЖ, № 2, К.,1958, с. 144—148.
- Стан і завдання вивчення культури древніх слов'ян, УІЖ, № 6, К.,1958, с. 78—93.
- Анти, УРЕ, т. І, К., 1959, с. 47—90.
- Археологічні спостереження Білоцерківського краєзнавчого музею, УІЖ, № 2, 1959, с. 162—163 (співавтор П. Трохимець).
- Берестейська земля, УРЕ, т. І, К., 1959, с. 513.
- Давньослов'янська топоніміка Прикарпаття та Подунав'я, І республіканська топонімічна нарада (тези доповідей), К., 1959, с. 83—84.
- До питання про виникнення міста Києва [Архівовано 17 листопада 2021 у Wayback Machine.], УІЖ, № 5, К., 1959, с. 53—67.
- З глибини віків, «Вечірній Київ», 18.04.1959.
- Київ у період посилення феодальної роздробленості, Історія Києва, т. І, К., 1959, с. 90—110.
- Київ — центр древньоруської держави, Історія Києва, т. І, К., 1959.
- Стародавні слов'яни та виникнення міста Києва, Історія Києва, т. І, К., 1959, с. 3—46.
- Материалы культуры полей погребений из Среднего Поросья, СА, № 4, М., 1959, с. 230—235.
- Обговорення питання про час заснування Києва, УІЖ, № 4, 1959, с. 163 (співавтор В. Довженок).
- Про початкову форму феодальної експлуатації в Київській Русі, Вісник АН УРСР, № 4, К., 1959, с. 58—66.
- Радянська наука про походження слов'ян (матеріали до лекції), Товариство для поширення політичних і наукових знань УРСР, К., 1959, 31 с.
- Раскопки в Леськах близ Черкасс, КСИА АН УССР, вып 8, К., 1959, с. 46—54 (співавтор А.Брайчевська).
- Археологические исследования в Переяславе-Хмельницком в 1958 году, КСИА, вып. 81, М., 1960, с. 112—116.
- Бож, УРЕ, т.2, К., 1960, с. 8.
- Бойї, УРЕ, т.2, К., 1960, с. 10.
- Бужани, УРЕ, т.2, К., 1960, с. 136.
- Венеди, УРЕ, т.2, К., 1960, с. 296.
- Всегорд, УРЕ, т.2, К., 1960, с. 33.
- З'їзд радянських археологів, УІЖ, № 5, К., 1960, 153—155.
- Новые находки VII—VIII вв. н. э. на Пастырском городище, КСИА АН УССР, вып. 10, К., 1960, с. 106—108.
- Огляд досліджень стародавніх могильників на Україні за останні роки, т. І, К., 1960, 51—65 (співавтор Д.Телегін).
- По поводу одного места из Константина Багрянородного, Византийский временник, т. XVII, М.—Л., 1960, с. 144—154.
- Про час появи проушної сокири у древніх східних слов'ян, Нариси з історії техніки, № 6, К., 1960, с. 144—150.
- Ромашки, МИА СССР, № 82, М., 1960, с. 100—147.
- Дослідження М. В. Ломоносовим історії древньоруської держави (До 250-річчя…), УІЖ, № 6, К., 1961, с. 94—99.
- Дослідження ранньослов'янської культури на Україні УІЖ, № 3, К., 1961, с. 156—157 (співавтор Н. Кравченко).
- Анты, СИЭ, т. I, 1961, с. 639—640.
- Доброгаст, УРЕ, т. 4, 1961, с. 261.
- Зображення коня з с. Черепки в Середньому Пороссі [Архівовано 7 квітня 2015 у Wayback Machine.], Археологія, т. ХХІІ, 1961, с. 183—185.
- Ігор Святославич, УРЕ, т. 5, 1961, с. 360.
- К истории расселения славян на византийских землях, Византийский временник, т. XIX, М., 1961, с.120—137.
- Київське князівство, УРЕ, т. 6, 1961, с. 347.
- Кий, Щек, Хорив і Либідь, УРЕ, т. 6, 1961, с. 363.
- Новые археологические материалы по истории Белой Церкви, СА, № 4, М, 1961, с. 218—228 (співавтор П. Трохимець).
- Ein rener romischer Munzschatz ans dem Dorfe Turija BCO, 6 J.g., n. 4, Berlin, 1961, s. 193—194.
- Zur Herkunft des Obolon—Schatzes, BCO, 6 J.g., n. 4, Berlin, 1961, s. 194—196.
- Археологічне товариство в Одесі, УРЕ, № 6, 1962, с. 150.
- Давньослов'янська топоніміка Прикарпаття і Подунав'я, Питання топоніміки та ономастики, К., 1962, с. 62—71.
- З ранньосередньовічної гідроніміки Східної Європи (тези), ІІ республіканська ономастична нарада, К., 1962, с. 130—131.
- К вопросу о русско-армянских связях в период образования Киевской Руси, Научная сессия, посвященная историческим связям и братской дружбе украинского и армянского народов (тезисы докладов), К., 1962, с. 36.
- Латенська культура, УРЕ, т. 8, 1962, с. 23—24.
- Мистецтво народів Криму та південно-українських степів за раннього середньовіччя, Історія українського мистецтва, т. І, К., 1962, с. 74—98.
- Мистецтво стародавніх східних слов'ян, Історія українського мистецтва, т. І, К., 1962, с. 57—73.
- Монета, УРЕ, т. 9, 1962, с. 338—339.
- Московське велике князівство, УРЕ, т. 9, 1962, с. 393—394.
- Мстислав Володимирович, УРЕ, т. 9, 1962, с. 407.
- Мстислав Мстиславич Удалий, УРЕ, т. 9, 1962, с. 407.
- Нідерле, УРЕ, т. 10, 1962, с. 107.
- Олег, УРЕ, т. 10, 1962, с. 308—309.
- Олелько Володимирович, УРЕ, т. 10, 1962, с. 313.
- Пархоменко, УРЕ, т. 10, 1962, с. 556—557.
- Пассек, УРЕ, т. 10, 1962, с. 262—263.
- Material zur Graber felder cultur am mittleren Ros, BCO, n. 5, Berlin, 1962, s. 229.
- Zur Entstehung Kiews, BCO, n. 5, Berlin, 1962, s. 266—268.
- Венеды, СИЭ, т. ІІІ, 1963, с. 320.
- Далеке і близьке. Передмова до історичної повісті М. Смоленчука «Степівчани», К., 1963, с. 5—7.
- Древние славяне и возникновение города Киева, История Киева, т. I, К., 1963, с. 29—42.
- Информационный поиск в области археологической литературы, Науч.-техн. информ, ВИНИТИ, № 8, 1963, с. 13—16 (співавтори Л. Пшенична, Е. Скороходько).
- Киев в период усиления феодальной раздробленности, История Киева, т. I, К., 1963, с. 79—96.
- Киев — центр древнерусского государства, История Киева, т. I, К., 1963, с. 43—78.
- Машинный библиографический поиск в области археологии Украины, Семинар «Автоматизация информационных работ и вопросы прикладной лингвистики», К., 1963, 28 с.
- На захист Псевдомаврикія [Архівовано 7 квітня 2015 у Wayback Machine.] (З приводу статті Д. І. Бліфельда, опублікованої в XIV т. «Археології»), Археологія, т. XV, 1963, с. 184—193.
- Новоград-Волынский клад римских монет, Нумизматика и сфрагистика, вып. I, К., 1963, с. 87—94 (співавтори І. Винокур, А. Руденко).
- Переяславське князівство, УРЕ, т. ІІ, 1963, с. 72.
- Петрушевич, УРЕ, т. ІІ, 1963, с. 126.
- Поділ, УРЕ, т. ІІ, 1963, с. 291—293.
- Проблема славянско-византийских отношений до IX века в советской литературе последних лет, Византийский временник, т. XXIII, М., 1963, с. 80—99.
- Слідопити часу, Передмова та примітки до книги З. Косідовського «Коли сонце було богом», К., 1963, с. 336—342.
- Автомат у ролі археолога, Наука і життя, № 12, 1964, с. 33—36.
- Виникнення Києва, «Дарницький шовк», № 56(601), 15.07.1964.
- Нарада з питань генезису феодалізму, УІЖ, № 5, 1964, с. 150—151.
- Нумізматика в темах давньої історії східнослов'янських племен [Архівовано 7 квітня 2015 у Wayback Machine.], Історичні джерела та їх використання, вип. 1, К., 1964, с. 141—166.
- Передмова до книги Ж. Олів'є «Колен Лантьє», К., Веселка, 1964, с. 3—7.
- Погребение в Горке-Полонке на Волыни, МИА СССР, № 16, М., 1964, с. 173—175.
- Т. Г. Шевченко — археолог (тези доповіді), Світова велич Тараса Шевченка, К., 1964, с. 61—62.
- Т. Г. Шевченко і археологія, Історичні погляди Т. Г. Шевченка, 1964, с. 36—60.
- Чи збереглася бібліотека Ярослава Мудрого?, Наука і життя, № 7, 1964, с. 28—30.
- Важлива ініціатива, УІЖ, № 4, 1965, с. 152—153.
- Джерелознавство і кібернетика, Друга республіканська наукова конференція з джерелознавства та інших спеціальних історичних дисциплін, К., 1965, с. 81—91.
- Для прийдешнього, «Літературна Україна», № 70(2239), 31.08.1965.
- Додаток до статті А. Коваленка «З досвіду програмування навчального матеріалу з історії», УІЖ, № 2, 1965, с. 86—87.
- З ранньосередньовічної гідроніміки Східної Європи, Питання ономастики, К., 1965, с. 191—197.
- Історик-археолог В. П. Петров, УІЖ, № 11, К., 1965, С. 123—124.
- Населення Наддністрянщини на початку н. е. (З коментарів до «Географії» Птолемея), Тези доповідей Подільської історико-краєзнавчої конференції, Хмельницький, 1965, с. 73—74.
- Из истории славяно-византийских войн VI века (война 550—551 гг.), VII всесоюзная конференцыя византивистов (тезисы докладов), Тбилиси, 1965, с. 4—5.
- Кіно — народне мистецтво, Народна творчість та етнографія, № 3, 1965, с. 97—99.
- Народні герої, Мистецтво, № 3, 1965, с. 25—26.
- Нові тенденції, Мистецтво, № 4, 1965, с. 29—31.
- Перша наукова конференція «Кібернетика і методи історичного дослідження», УІЖ, № 8, 1965, с. 153—154.
- Прикарпаття і Наддністрянщина — давні слов'янські землі (Тези доповідей і повідомлень до наукової сесії, присвяченої 20-річчю завершення возз'єднання українських земель в єдиній Українській радянській державі), Ужгород, 1965, с. 94—95.
- Середньодніпрянська гідронімія групи Рос, ІІІ республіканська ономастична (гідронімічна) конференція (тези), К., 1965, с. 57—59.
- Скільки років Києву?, «Вечірній Київ», 13.07.1965.
- Теоретичні основи досліджень етногенезу, УІЖ, № 2, К., 1965, с. 46—56.
- Чарівні барви Закарпаття, Мистецтво, № 5, 1965, с. 15—16.
- Ein remischer Munzschatz ans Nowograd-Wolynski, BCO, 10 Jangr., n. 1, s. 15—16.
- К вопросу о русско-армянских связях в период образования Киевской Руси, Исторические связи и дружба украинского и армянского народов, К., 1965, с.161-168.
- Автоматический поиск полисемантических документов (с использованием ЭЦВМ), Применение электронно-вычислительных устройств в исследованиях по истории науки и техники, М., 1966, с. 153—161.
- Антифеодальное восстание 945 года, Тезисы докладов и сообщений IX сессии симпозиума по аграрной истории Восточной Европы, Таллинн, 1966, с. 199.
- Всесоюзна сесія візантивістів, УІЖ, № 3, 1966, с. 147—149.
- Давнина і Сучасність, «Радянська Україна», № 262(13740), 13.09.1966.
- Давньослов'янські поселення на Україні, «Радянська Україна», № 185(13663), 10.08.1966.
- Дев'ять століть безсмертя, «Літературна Україна», № 83(2367), 21.10.1966.
- Еще о кельтах в восточных Карпатах, Acta archaeologica Carpathica, t. VIII, fasc. 1-2, Krakow, 1966, s. 267—268 (співавтор В. Бідзіля).
- Зарождение математических представлений в каменном и бронзовом веках, История отечественной математики, т. I, К., 1966, 39—44 (співавтор А. Боголюбов).
- Историческая характеристика дописьменного периода развития отечественной математики, История отечественной математики, т. І, К., 1966, с. 32—36.
- К 70-летию В. П. Петрова, СА, № 3, 1966, с. 260—261 (співавтор Е. Симонович).
- К истории чешско-украинских научных связей (В. В. Хвойка), Sbornik Narodniho musea v Praze, v. XX, n. 1-2, 1966, s. 207—210.
- Книжки про архітектурно-художні пам'ятки України, УІЖ, № 10, 1966, с. 154.
- Математические знания у древних восточных славян, История отечественной математики, т. I, К., 1966, с. 47—51 (співавтор Л. Граціанська).
- Мистецтво народів південноукраїнських степів ІІІ—ХІІІ ст., Історія українського мистецтва, т. І, К., 1966, c. 80—91.
- Мистецтво стародавніх східних слов'ян, Історія українського мистецтва, т. І, К., 1966, с. 112—134.
- Натурфілософія в Київській Русі, Наука і суспільство, № 11, К., 1966, с. 24—27.
- Поэма о Софии Киевской, «Правда Украины», № 260(7501), 11.09.1966.
- Проблема кельтов в северо-восточном Прикарпатье, Acta archaeologica Carpathica, t. VIII, fasc. 1-2, Krakow, 1966, s. 57—64 (співавтор В. Бідзіля).
- Против извращений в истории отечественной медицины, Врачебное дело, № 3, 1966, с. 123—127.
- Сохранить памятники истории, История СССР, № 2, 1966, 205—226.
- Українські славісти про Климента Охридського (До 1050-річчя з дня смерті), УІЖ, № 9, 1966, с. 139—142 (співавтор Я. Дзира).
- Safequard Historical Monuments, Sowiet Studies of History, Summar, vol. V, n. 1, 1966, s. 19—37.
- Stosunki ekonomiczne v obrebie poludniowej grupy plemion w schodnioslowianskich w pierwszej polowine i w polarie I tys. n. e., Prace i materialy Museem archeologiszne i etnografiszne w Lodzi, n. 13, Lodz, 1966, s. 5—41.
- Архитектурные памятники армянской колонии в г. Каменце-Подольском, Исторические связи и дружба армянского и украинского народов, Ереван, 1967, с. 37.
- Бож — цар антів, «Молодь України», № 204(10740), 14.10.1967.
- Велич Київської академії, «Молодь України», № 234(10770), 26.11.1967.
- Виникнення селянства. Київська Русь, Історія селянства Української РСР, т. І, К., 1967, с. 17—45.
- До 200-річчя Артема Веделя, УІЖ, № 8, 1967, с. 127—128.
- Життя Веласкеса, Всесвіт, № 9, 1967, с. 157—160.
- Кам'янець-Подільський — місто-музей [Архівовано 7 квітня 2015 у Wayback Machine.], УІЖ, № 2, 1967, с. 107—115.
- Коментар до статті М. Руденка «Таємниця Холодної Гори», «Літературна Україна», № 45(2431), 9.06.1967.
- На світанку історії, Історія Української РСР (науково-популярний нарис), К., 1967, с. 7—20.
- Поселение и святилище в с. Иванковцы в Среднем Поднестровье, История и археология юго-западных областей СССР начала н. э., М., 1967, с. 238—262 (співавтор В. Довженок).
- Святиня слов'янської культури, «Літературна Україна» № 83, 24.10.1967 (співавтори О. Апанович, О. Компан, В. Касіян, М. Марченко, А. Трипільський).
- Селянство Русі в період феодального роздріблення, Історія селянства Української РСР, т. І, К., 1967, с. 46—65.
- Славяне в византийском войске на Риони в VI в. н. э., Тезисы докладов объединенной научной сессии по истории грузино-украинских взаимоотношений, Тбилиси, 1967, с. 3—4.
- Стародавні східні слов'яни, Історія Української РСР (науково-популярний нарис), т. І, К., 1967, с. 25—38.
- Стародавня Русь, Історія Української РСР (науково-популярний нарис), К., 1967, с. 21—41.
- Сучасник Київської Русі, Наука і суспільство, № 10, К., 1967, с. 7—10.
- Художня виставка, присвячена Кам'янцю-Подільському, УІЖ, № 9, 1967, с. 160.
- Черняховское поселение в селе Леськи близ города Черкассы, История и археология юго-западных областей СССР начала н. э., М., 1967, с. 35—61 (співавтор А. Сміленко).
- Археологія і кібернетика. І. Застосування ручних перфокарт в археології [Архівовано 17 листопада 2021 у Wayback Machine.] // Археологія, т. 21, К., 1968, с. 36—49.
- В гонитві за химерами, Передмова до книги О. Горбовського «Ловці привидів», К., 1968, с. 3—6.
- І все ж таки: скільки років Києву?, «Молодь України», № 57(10859), 5.04.1968.
- Історія вивчення черняхівської культури [Архівовано 7 квітня 2015 у Wayback Machine.], Історіографічні дослідження в Українській РСР, вип. І, К., 1968, с. 213—238.
- «Откуду есть пошла…» «Правда Украины», № 134(7982), 11.06.1968.
- Перший, хто взяв перо… «Літературна Україна», № 23(2513), 19.03.1968.
- Славяне в византийском войске на Риони в VI в. н. э., Из истории украинско-грузинских связей, Тбилиси, 1968, с. 5—15.
- Традиції і архітектор, «Вечірній Київ», № 24(7192), 29.01.1968.
- Zum Problem der fendalen Syntese, Dar altertum, B. 14, n. 2, 1968, s. 97—103.
- Агафій, Радянська енциклопедія історії України, т. І, К., 1969, с. 18.
- Анти, Радянська енциклопедія історії України, т. І, К., 1969, с. 58.
- Борани, Радянська енциклопедія історії України, т. І, К., 1969, с. 179.
- Венеди, Радянська енциклопедія історії України, т. І, К., 1969, с. 261.
- Готи, Радянська енциклопедія історії України, т. І, К., 1969, с. 450.
- Готи кримські, Радянська енциклопедія історії України, т. І, К., 1969, с. 450.
- Даврит, Радянська енциклопедія історії України, т. І, К., 1969, с. 497.
- Древние восточные славяне, История Украинской ССР, т. I, К., 1969, c. 26—39.
- Заключительное слово, Проблемы возникновения феодализма у народов СССР, М., 1969, с. 112—114
- Климент-Книжник, «Літературна Україна», № 91(2694), 14.09.1969.
- Культурное воздействие античного Причерноморья на племена восточно-славянской лесостепи от конца галльштатта до римского периода, Mie'dzynarodovy Kongres arch. slovianskiej, t. II, 1969, s. 359—378.
- Производственные отношения у восточных славян в период перехода от первобытно-общинного строя к феодализму, Проблемы возникновения феодализма у народов СССР, М., 1969, с. 39—52.
- Автоматическое построение археологических изолиний, Статистико-комбинаторные методы в археологии, М., 1970, с. 120—122.
- Анты, ВСЭ, т. II, 1970, с. 111—112.
- Методы формализованного представления археологической информации, Статистико-комбинаторные методы в археологии, М., 1970, с. 53—58.
- Сторінка з історії культурних зв'язків на Русі (До 750-річчя від дня народження Олександра Невського), УІЖ, № 8, 1970, с. 133—134.
- Альбрехт Дюрер та український ренесанс (До 500-річчя від дня народження), УІЖ, № 6, 1971, с. 134—135.
- Архитектурные памятники армянской колонии в городе Каменце-Подольском, Исторические связи и дружба украинского и армянского народов, Ереван, 1971, с. 290—293.
- Вальтер Скотт і історія, УІЖ, № 8, 1971, с. 128—130.
- Віктор Платонович Петров (1894—1969), Питання гідроніміки, К., 1971, с. 5—12.
- Змійові вали: легенди і гіпотези, Наука і суспільство, № 8, К.,1971, с. 58—59.
- Мусокій, Радянська енциклопедія історії України, т. ІІІ, К., 1971, с. 189.
- Перспективи дослідження українських старожитностей XIV—XVIII ст., Середні віки на Україні, Вип. 1, К., «Наукова думка», 1971, с. 20—31.
- Перша патентована аптека, «Вечірній Київ», № 217, (8302), 15.09.1971.
- Пірогост, Радянська енциклопедія історії України, т. ІІІ, К., 1971, с. 381.
- Раскопки в Копырьевом конце в Киеве, Археологические открытия 1970 года, М., 1971, с. 299—300.
- Приєднання чи возз'єднання? (Критичні зауваги з приводу однієї концепції), Нові дні, Торонто, 1971, Грудень, ч.269, с.3-6.
- Приєднання чи возз'єднання?, Торонто, 1972, 66 стор.
- Археологія і кібернетика. ІІ, Застосування великих ЕОМ в археологічному дослідженні [Архівовано 17 листопада 2021 у Wayback Machine.] // Археологія, вип. 9, 1972, с. 41—52.
- Берлинський М. Історія міста Києва. (Підготовка тексту, передмова та коментарі), ч. І, Київська старовина, К., 1972, с. 74—202.
- Видатний радянський історик Б Д. Греков, УІЖ, № 4, 1972, УІЖ, 119—120.
- До історії Києва в післямонгольський час, Тези пленарних і секційних доповідей, Одеса, 1972, с. 332—334.
- Коли збудовано Софію Київську?, Наука і суспільство, № 1, К., 1972 , с. 24—26.
- Лист до редакції, «Вісті з України», № 17(714), 20.04.1972.
- Нові фрески часів Київської Русі, Київська старовина, К., 1972, с. 72—73.
- Откуда пошло славянское письменное слово?, Знание — сила, № 3, 1972, с. 24—27 (співавтор С. Висоцький).
- Парк-музей «Старий Київ», Київська старовина, К., 1972, с. 71—72.
- Передмова, Київська старовина, К., 1972, с. 3—4 (співавтори П. Толочко, Ф. Шевченко).
- Післямова до книги В. Заморовського «Сім чудес світу», К., 1972, с. 310—321.
- Приєднання чи возз'єднання?, Широке море України, Документи самвидаву з України [Архівовано 7 квітня 2015 у Wayback Machine.], Париж—Балтимор, 1972, с. 241—310.
- Приєднання чи возз'єднання?, Визвольний шлях, т. XXV, ч. 6—7, червень-липень, Лондон, 1972, с.721-764.
- Приєднання чи возз'єднання? (уривок), Український самостійник, 1972, ч.173-174, січень-лютий, с.15-19.
- Раскопки в «Городе Ярослава», Археологические открытия 1971 года, М., 1972, с. 390—392.
- Рядовий міщанський будинок ХІ—ХІІІ ст., Київська старовина, К., 1972, с. 24—54.
- Свінельд, Радянська енциклопедія історії України, т. VI, К., 1972, с. 58.
- Склавіни, Радянська енциклопедія історії України, т. VI, К., 1972, с. 107.
- Славія, Радянська енциклопедія історії України, т. VI, К., 1972, с. 113.
- Тихомель, Радянська енциклопедія історії України, т. VI, К., 1972, с. 274.
- Траянові вали, Радянська енциклопедія історії України, т. VI, К., 1972, с. 288.
- Раскопки в Киеве на территории «Города Ярослава», Археологические открытия 1972 года, М., 1973, с. 263—264.
- Приєднання чи возз'єднання?, Львів, «Каменяр», 1974.
- «Руська правда» про втечі від феодального гніту, УІЖ, № 11, 1977, с. 107—108.
- Астрономія в Київській Русі ХІ—ХІІІ ст., Короткий астрономічний календар, вип. 26, К., 1979, с. 136—144.
- Повстання 1068—1069 рр, УІЖ, № 1, 1979, с. 75—83.
- Либідь та її брати, Ми і світ, ч. 214 (І—ІІ), Ніагара—Фолз, 1980, с. 21—25.
- О первых договорах Руси с греками, Советский ежегодник международного права, М., 1980, с. 264—284.
- Про інтерпретацію так званого «давньоруського Ізяславля», Тези доповідей V Подільської історико-краєзнавчої конференції, Кам'янець-Подільський, 1980, с. 144—145.
- Проблема инвариантности метакомплекса археологической культуры, Археологические исследования на Украине в 1978—1979 гг. (тезисы докладов), Днепропетровск, 1980, с. 18—19.
- Дещо про зодчу діяльність Ярослава Мудрого, Людина і світ, К., 1981, с. 47—51.
- Дещо про зодчу діяльність Ярослава Мудрого, Ми і світ, Ніагара—Фолз,1981.
- Проблема структурного изучения черняховской культуры, Тезисы докладов симпозиума «Позднейшие судьбы черняховской культуры», Каменец-Подольский, 1981, с. 5—8.
- П. І. Мельников та сонячні затемнення, що спостерігалися в Стародавній Русі (до 100-річчя з дня смерті письменника), Короткий астрономічний календар, № 29, К., 1982, с. 130—133.
- Восточнославянские союзы племен в эпоху формирования древнерусского государства, Древнерусское государство и славяне, Минск, 1983, с. 100—103.
- К вопросу о правовом содержании первого договора Руси с греками (860—863 гг.), Советский ежегодник международного права (1982), М., 1983, с. 276—297.
- Новые археологические открытия в Киеве, СА, № 3, 1983.
- Славяне в Подунавье и на Балканах в VI—VIII вв. (по данным письменных источников) [Архівовано 17 листопада 2021 у Wayback Machine.], Славяне на Днестре и Дунае, К., 1983, с. 220—247.
- Место буржуазных элементов в социальной структуре древнерусского города XII—XIII вв., Древнерусский город (Материалы Всесоюзной археологической конференции, посвященной 1500-летию города Киева), К., «Наукова думка», 1984, с. 22—24.
- Памяти Эраста Алексеевича Сымоновича, СА, № 3, 1984, с. 283—285.
- Велична пам'ятка давньоруської культури, Пам'ятки України, № 3, К., 1985, с. 30—35.
- Движения волхвов в Северо-Восточной Руси в ХІ веке, Генезис и развитие капитализма в России, Л., 1985, с. 48—61 .
- До проблеми карпів, Тези доповідей VI Подільської історико-краєзнавчої конференції (секція археології), 1985, с. 30—31.
- Первое летописное упоминание Чернигова в связи с проблемой формирования города, Историко-археологический семинар «Чернигов и его округа в ІХ—ХІІІ вв.» (тезисы докладов), Чернигов, 1985, с. 19—22.
- Проблема раннебуржуазных элементов в Киевской Руси, Тезисы докладов советской делегации на V международном конгрессе славянской археологии, М., 1985, с. 77—78.
- «Русские» названия днепровских порогов у Константина Багрянородного, Земли Южной Руси в IX—XIV вв. (история и археология), К., 1985, с. 19—30.
- Географічні межі Галицького князівства близько 1185 р., Проблеми етнографії Поділля, Кам'янець-Подільський, 1986, с. 147—148.
- Глиняні картини Галини Севрук, Київ, № 4, 1986, c. 162—166.
- Життєдайне джерело пам'яті (проблеми охорони пам'яток документалістики в контексті діяльності Товариства), Пам'ятники України, № 3, 1986, с. 17—19 (співавтори В. Замлинський, В. Шандра, Б. Нененко).
- Кам'янець-Подільський. Проблеми реставрації, охорони і пропаганди пам'яток, Пам'ятники України, № 2, 1986, с. 49—51 (співавтори М. Виноградова, К. Стецюк, Г. Щербина).
- Неизвестное письмо патриарха Фотия киевскому кагану Аскольду и митрополиту Михаилу Сирину, Византийский временник, т. 47, М., 1986, с. 31—38.
- У майстерні художника. Глиняні картини Галини Севрук, «Вечірній Київ», № (12664), 27.02.1986.
- Час і пам'ятки. До проблеми поняття «Пам'ятки історії та культури», Пам'ятники України, № 2, 1986, с. 36—38.
- Відповіальність — поняття конкретне «Літературна Україна», № 44, 29.10.1987.
- Врятувати для століть, «Літературна Україна», № 31, 30.07.1987 (співавтори О. Апанович, К. Стецюк, З. Хижняк).
- Культурно-историческое наследие и мораль. Первая всесоюзная научная конференция по историческому краеведению, К., 1987, с. 202—204.
- Перебудові — зелену вулицю (І), Пам'ятники України, № 2, 1987, с. 28—29 (співавтори Г. Пінчук, А. Сериков).
- Перебудові зелену вулицю (ІІ), Пам'ятники України, № 3, 1987, с. 30—31 (співавтори Г. Пінчук, А. Сериков).
- Перспективи кам'янецької старовини, VII Подільська історико-краєзнавча конференція (секція історії радянського періоду) (тези доповідей), Кам'янець-Подільський, 1987, с. 120—121.
- Происхождение автора «Слова о полку Игореве», «Слово о полку Игореве» и Путивльщина (тезисы докладов и сообщений областной историко-краеведческой научной конференции, посвященной 800-летию «Слова о полку Игореве», Путивль, 1987, с. 9—10.
- Протиріччя і пристосування, Пам'ятники України, № 2, 1987, с. 51—52.
- Бытовая культура Древней Руси, Курьер ЮНЕСКО, июль 1988, с. 26—29.
- Вічна проблема, Всесвіт, № 5, 1988, с. 173—179.
- Восточные славяне в I тыс. н. э. (диссертация на соискание ученой степени доктора исторических наук), К., 1988, 29 с.
- До проблеми демографічних обчислень стосовно найдавніших епох. (?)
- Інтерв'ю «Се ще хощю сказати…» (М. Шудря), Україна, № 23, 1988, с. 8—9.
- Київський великокнязівський архів Х—ХІІІ ст., Українська археографія: сучасний стан та перспективи розвитку, К., 1988, с. 104—106.
- Крещение Руси. Вопросы истории и культуры, Наука и жизнь, № 6, 1988, с. 25—26.
- Історична достовірність і творча фантазія, «Екран і життя», № 33—34(1767—1768), 15.08.1988.
- Легенда про Либідь, «Молода гвардія», № 150(8340), 5.08.1988.
- Літопис Аскольда (Передмова та реконструкція тексту), Київ, № 2, К., 1988, с. 146—170.
- Нічого не змінилося!, Київ, № 3, 1988, с. 9—16.
- Нова знахідка вислої печатки на околицях Києва [Архівовано 17 листопада 2021 у Wayback Machine.], Археологія, вип. 61, К., 1988, с. 76—80 (співавтор В. Шумаков)
- Первое письменное упоминание Чернигова в связи с проблемой формирования города, Историко-археологический семинар «Чернигов и его округа в IX—XIII вв.», К., 1988, с. 33—41.
- Перестройка в украинской кинематографии. Первые итоги, проблемы, перспективы (Виступ на VI пленумі Спілки кінематографістів), К., 1988, с. 115—117.
- Перше (Аскольдове) хрещення Русі 860 року, Людина і світ, № 11, 1988, с. 49—53.
- Перше (Аскольдове) хрещення Русі 860 року, Наука і культура, вип. 22, К., 1988, с. 106—112.
- Проблеми економічної географії Поділля, Кам'янець-Подільський, 1988, с. 175—177.
- Черниговский княжеский дом и Автор «Слова о полку Игореве», Историко-археологический семинар «Чернигов и его округа в IX—XIII вв.», К., 1988, с. 80—83.
- Ewerydaylife and letters in ancient Russia, The Courier June, 1988, p. 266—29.
- В. В. Хвойка та Імператорська археологічна комісія [Архівовано 17 листопада 2021 у Wayback Machine.] // Археологія, № 3, К., 1989, с. 126—137.
- Е. О. Симонович та українська археологія, Археологія, № 4, К., 1989, с. 116—119
- Культурно-історична спадщина українського народу в системі поглядів Т. Г. Шевченка (До 175-річчя від дня народження Великого Кобзаря), Вісник АН УРСР, № 5, К., 1989, с. 96—102.
- Готи в Надчорноморщині (до постановки проблеми) [Архівовано 17 листопада 2021 у Wayback Machine.] // Археологія, № 1, К., 1989, с. 102—114.
- Місце рабовласницької формації в історичному процесі [Архівовано 17 листопада 2021 у Wayback Machine.], Проблеми історії та археології давньоруського населення Української РСР: Тези доповідей XX республіканської конференції (Одеса, жовтень 1989 р.), К., 1989, с. 28—29.
- В. И. Довженок. Об этнической принадлежности черняховской культуры, (Подготовка текста и комментарии), Древние славяне и Киевская Русь, К., 1989, с. 7-14.
- Диархическая партийная система в древнерусском городе XII и начала XIII в. [Архівовано 17 листопада 2021 у Wayback Machine.], Славяне и Киевская Русь, К., 1989, с. 135
- Про українську державність [Архівовано 7 квітня 2015 у Wayback Machine.], Український історик, т. XXVI, ч. 4(104), Нью-Йорк—Торонто—Мюнхен, 1989, с. 76—81.
- Європеєць рідної історії (І), Україна, № 44, 1989, с. 8—9.
- Європеєць рідної історії (ІІ), Україна, № 45, 1989, с. 15
- Місто на семи горбах, Київ, № 2, 1989, с. 150—152.
- Про черняхівську культуру [Архівовано 17 листопада 2021 у Wayback Machine.], Археологія, № 2, 1989, с. 115—124.
- Середньовіччя та Сучасність, Наука і культура, вип. 23, К., 1989, с. 324—326.
- Тарас Шевченко й історико-культурна спадщина українського народу, Сучасність, 1989, ч. 5(337), с. 146—154.
- Співдоповідь. З Установчого з'їзду Руху, Сучасність, ч. 12, 1989, с. 51—56.
- Витоки, розвиток та перспективи української державності (Співдоповідь на установчому з'їзді Руху" 8.09.1989, «Літературна Україна», № 41(4346), 12.10.1989.
- «Етюди про Врубеля», «Екран і життя», № 39-40(1825—1826), 25.09.1989.
- «Аве, Майстре!», «Екран і життя», № 17—18, 25.04.1990.
- Антоній Печерський (серія історичних портретів), Пам'ятки України, № 2, 1990, с. 66.
- Аскольд (серія історичних портретів), Пам'ятки України, № 1, 1990, с. 66.
- Боян (серія історичних портретів), Пам'ятки України, № 4, 1990—№ 1, 1991, с. 66.
- Вітання довженківцям, «Екран і життя», № 1-2(1839—1840), 1.01.1990.
- В. П. Петров, учений-універсал [Архівовано 17 листопада 2021 у Wayback Machine.] // Археологія, № 3, 1990, с. 95—101.
- З приводу одного інтерв'ю, «Екран і життя», № 7-8(1845—1846), 12.02.1990.
- Іван Мазепа. Правда і вигадки, Україна, № 6, 1990, с. 10—11.
- Іларіон (серія історичних портретів), Пам'ятки України, № 3, 1990, с. 66.
- І не затьмарить час коштовностей зоріння… «Друг читача», № 24(1570), 14.06.1990.
- Крізь товщу століть, «Літературна Україна», № 11(4368), 15.03.1990.
- Крізь товщу століть, Літературна панорама (1990 р.), К., 1990, 217—222.
- Місце рабовласницьких формацій в історичному процесі, Археологія, № 4, 1990, с. 115—125.
- Надії і тривоги Красної площі, «Вечірній Київ», № 185(13700), 11.08.1989.
- Начальник проти компромісу, «Друг читача», № 5(1499), 2.02.1989.
- Нові пригоди… за мотивами, «Екран і життя», № 43-44(1829—1830), 23.10.1989.
- Парк «Древний Киев»: история и проблемы, Строительство и архитектура, № 1, 1990, с. 115—125.
- Політичний план Романа Мстиславича, VIII Подільська історико-краєзнавча конференція. Секція археології (тези доповідей), Кам'янець-Подільський, 1990, с. 41—43.
- Походження запорізького козацтва, «Козацька газета», № 0, Житомир, 1990.
- Походження запорозького козацтва, Матеріали І республіканської науково-практичної конференції «Проблеми історії запорозького козацтва в сучасній історичній науці та музейній практиці», Дніпропетровськ, 1990, с. 12 —13.
- Приєднання чи возз'єднання? (Критичні нотатки з приводу однієї концепції), І, «Народна газета», № 3, квітень, 1990.
- Приєднання чи возз'єднання? (Критичні нотатки з приводу однієї концепції), ІІ, «Народна газета», № 4, травень, 1990.
- Приєднання чи возз'єднання? (Критичні нотатки з приводу однієї концепції), ІІІ, «Народна газета», № 6, липень, 1990.
- Приєднання чи возз'єднання? І, «Культура і життя», № 26(3051), 1.07.1990.
- Приєднання чи возз'єднання? ІІ, «Культура і життя», № 27(3052), 8.07.1990.
- Рекламна об'ява, «Літературна Україна», № 40(44397), 4.1990.
- Релігійний аспект діяльності Ярослава Мудрого, Церковний календар на 1990 р., Санок, 1990, с. 203—207.
- «Хазарское наследие» и «Слово о полку Игореве», Тезисы историко-археологического семинара «Чернигов и его округа в XI—XIII вв.», Чернигов, 1990, с. 6—7.
- Хрещення від Аскольда, Україна, № 19, с. 8—9.
- Черниговский княжеский дом и автор «Слова о полку Игореве», Проблемы археологии Южной Руси, К, 1990, с. 10—15.
- Школи в Київській Русі, Церковний календар на 1990 р., Санок, 1990, с. 186—190.
- Communication du Mycailo Braithevski, Rouch, Materiaux du Congres Constitutifs, Paris, 1990, p. 30—36.
- Антська проблема в контексті візантійської історії [Архівовано 17 листопада 2021 у Wayback Machine.] // Археологія, № 2, 1991, с. 122—133.
- До конспекту історії України, Пам'ятки України, № 3, 1991, с. 8—11.
- Першопочатки людського життя в Україні, Конспект історії України, Старожитності, ч. 2—3, 1991, с. 6—7.
- Неолітична революція. Конспект історії України, Старожитності, ч. 4. 1991.
- Скіфи. Конспект історії України, Старожитності, ч. 4, 1991.
- Антське царство, Конспект історії України, Старожитності, ч. 5, 1991.
- Перше українське королівство. Конспект історії України, Старожитності, ч. 9. 1991.
- Київська Русь. Конспект історії України, Старожитності, ч. 6(10), 1991.
- Друге українське королівство. Конспект історії України, Старожитності, ч. 10. 1991.
- Козацтво. Конспект історії України, Старожитності, ч. 11, 1991.
- Гетьманщина. Конспект історії України, Старожитності, ч. 11, 1991.
- Національно-визвольна боротьба. Конспект історії України, Старожитності, ч. 11. 1991.
- Не сотвори собі кумира, Старожитності, ч. 4, 1991.
- Східнослов'янська писемність до 988 р., Книжник, № 3, 1991с. 41—46.
- Проблема слов'янської ієрогліфіки. Походження слов'янської писемності, Книжник, № 4, 1991, с. 27—29.
- Зародки фонетичного письма. Походження слов'янської писемності, Книжник, № 5, 1991, с. 21—23.
- Феодальна роздрібненість. Конспект історії України, Старожитності, ч. 6, 1991.
- Кирило і Мефодій. Походження слов'янської писемності, Книжник, № 6, 1991, с. 26—28.
- Іудаїстська пропаганда на Русі в середині ІХ століття, Світ, № 3—4, 1991, с. 44—46.
- М. Ф. Берлінський, Історія міста Києва (підготовка тексту, передмова і коментарі), К., 1991, 318 с.
- Коментар до статті Л. Винара «Пізнайте істину, а істина освободить вас…» Самостійна Україна, № 5, травень 1991.
- Книга мудрості й добра, Передмова до праці Г. Хоткевича «Історія України» (І), Однокласник, № 3, 1991.
- Примітки до праці Г. Хоткевича (І), Однокласник, № 3, 1991, с. 4.
- Коментарі до книги Г. Хоткевича «Історія України» (ІІ), Однокласник, № 4, 1991, с. 4.
- Коментарі до книги Г. Хоткевича «Історія України» (ІІІ), Однокласник, № 5, 1991, с. 35.
- Коментарі до книги Г. Хоткевича «Історія України» (IV), Однокласник, № 6, 1991.
- Коментарі до книги Г. Хоткевича «Історія України» (V), Однокласник, № 7, 1991, с. 37—38.
- Коментарі до книги Г. Хоткевича «Історія України» (VI), Однокласник, № 8, 1991.
- Коментарі до книги Г. Хоткевича «Історія України» (VII), Однокласник, № 9, 1991.
- Коментарі до книги Г. Хоткевича «Історія України» (VIII), Однокласник, № 10, 1991, с. 16.
- Післяслово до публікації: Г. Хоткевич. Хто ми і чого нам треба, «Вечірній Київ», № 135(14250), 17.07.1991.
- Народ мій завжди буде, Золоті ворота, вип. 1, 1991, с. 26—35.
- Новий «союзний» договір, Самостійна Україна, № 1, лютий 1991.
- Об'єднувальні тенденції в Південній Русі ХІІ—ХІІІ ст. (політичний план Романа Мстиславича), Тисячоліття християнства в Україні (988—1988), Вінніпег, 1991.
- Об историческом содержании понятия «археологическая культура», Археологические культуры и культурная трансформация, Л., 1991, с. 55—60.
- Ольга и Константинополь [Архівовано 17 листопада 2021 у Wayback Machine.], Южная Русь и Византия, К., 1991, с. 12—20.
- Походження українського козацтва, Нова генерація, № 6, 1991, с. 3, 18—19.
- Приєднання чи возз'єднання? (Критичні нотатки з приводу однієї концепції) (І), Україна, № 16, 1991, с. 33—38.
- Приєднання чи возз'єднання? (Критичні нотатки з приводу однієї концепції) (ІІ), Україна, № 17, 1991, с. 31—34.
- Стиль київських підрядчиків (про міський архітектурний фольклор), Архітектура України, № 5, 1991, с. 31—32.
- Як розмовляли всі святі?, «Самостійна Україна», № 19, 1991.
- Ярославу Дзирі — 60, «Літературна Україна», № (4434), 20.06.1991.
- Біля витоків української державності (походження запорізького козацтва), Хортиця, № 2, Запоріжжя, 1992, с.94—101.
- Болюче питання, Нова генерація, № 2—3, 1992, с. 10—12.
- Все повторюється… (І), Україна, ч. 12, 1992, с. 14—17.
- Все повторюється… (ІІ), Україна, ч. 13, 1992, с. 16—19.
- Все повторюється… (ІІІ), Україна, ч. 14, 1992, с. 15.
- Відкритий лист до керівників Руху, «Вісті з України», № 50(1756), 3-9.12.1992.
- Ліквідація автономії. Конспект історії України, Старожитності, ч. 1, 1992.
- Руїна. Конспект історії України, Старожитності, ч. 1, 1992.
- Знесення кріпацтва. Конспект історії України, Старожитності, ч. 2, 1992.
- Україна — колонія царату. Конспект історії України, Старожитності, ч. 2, 1992.
- Центральна Рада. Конспект історії України, Старожитності, ч. 3, 1992.
- Індустріальна доба. Конспект історії України, Старожитності, ч. 3, 1992.
- Громадянська війна. Конспект історії України, Старожитності, ч. 4, 1992.
- Соціалістичне будівництво. Конспект історії України, Старожитності, ч. 8, 1992.
- Культурна революція. Конспект історії України, Старожитності, ч. 8, 1992.
- Друга світова війна. Конспект історії України, Старожитності, ч. 9, 1992.
- Постіндустріальна епоха. Конспект історії України, Старожитності, ч. 10, 1992.
- Розгорнуте будівництво комунізму. Конспект історії України, Старожитності, ч. 11, 1992.
- Застійний період. Конспект історії України, Старожитності, ч. 12, 1992.
- Перебудова. Конспект історії України, Старожитності, ч. 13, 1992.
- Спогади про майбутнє. Конспект історії України (післямова), Старожитності, ч. 14, 1992.
- До проблеми виникнення давньоруської церкви (Чернігівська єпархія), 100 років Чернігівській єпархії (Тези доповідей церковно-історичної конференції), Чернігів, 1992, с. 12—14.
- До проблеми Переяславської Митрополії, Тези всеукраїнської наукової конференції «Переяславська земля та її місце в розвитку української нації, державності й культури», Переяслав-Хмельницький, 1992, с. 55—57.
- До уваги читачів, Старожитності, ч. 13, 1992.
- Коментар до «Літопису Аскольда» (І), Книжник, № 4, 1992, с. 29—31.
- Коментар до «Літопису Аскольда» (ІІ), Книжник, № 5—6, 1992.
- Гнат Хоткевич. «Історія України», Післямова та коментарі, К., 1992, с. 186—223.
- Коментарі до книги Г. Хоткевича «Історія України» (ІХ), Однокласник, ч. 1, 1992, с. 33—36.
- Коментарі до книги Г. Хоткевича «Історія України» (Х), Однокласник, ч. 2—3, 1992.
- Легенда про Кия, Київ, № 2, 1992, с. 132—155.
- Михайло Грушевський та археологія [Архівовано 7 квітня 2015 у Wayback Machine.], Український історик, т. XXVIII—XXIX, ч. 3—4(110—111), 1—4(112—115), 1991—1992, с. 200—217.
- Нестор, Нова генерація, № 1, 1992, с. 14—15.
- Початки книжності. Походження слов'янської писемності, Книжник, № 2, 1992, с. 45—47.
- Перспективи української державності. Розбудова держави, № 1, 1992, с. 52—54.
- Перше українське королівство (держава Данила Галицького), (ІІ), Золоті ворота, ч. 2, 1992, с. 146—158.
- Правда і вигадки, Іван Мазепа, К., 1992, с. 84—85.
- Фрески Софії, Ми, № 8, 1992.
- Що винайшов Кирило?, Походження слов'янської писемності, Книжник, № 1, 1992, с. 27—29.
- Адміністративна реформа Володимира Святого [Архівовано 7 квітня 2015 у Wayback Machine.], Записки НТШ, т. CCXXV, Львів, 1993, с. 147—167.
- Були церкви в столиці. А тепер?, «Культура і життя», № 4(3385), 30.01.1993.
- Від редактора. Міфологія в українській історіографії (XIX—XX ст.) (Тези доповідей І наукової конференції Київського осередку Українського історичного товариства), К., 1993, с. 9—11.
- Зберегти пам'ятки історії, Пам'ятки України, № 1—5, К., 1993, с. 140—160.
- Історіософські підвалини історичного поступу, Міфологія в українській історіографії (XIX—XX ст.) (Тези доповідей І наукової конференції Київського осередку Українського історичного товариства), К., 1993, с. 3—5.
- Коментар до «Літопису Аскольда (17—34)», Книжник, №. 1, 1993, с. 31—34.
- Нація і держава (І), Київ, № 2, 1993, с. 129—134.
- Нація і держава (ІІ), Київ, № 3, 1993, с. 121—126.
- Нація і держава. Історіософські роздуми (фрагмент), «Літературна Україна», № 4(4517), 28.01.1993.
- Пирогоща церква: бути чи не бути? «Вечірній Київ», № 30-31(146443-14644), 12.02.1993.
- Проблема Криму: минуле, сучасне, майбутнє, Київ, № 4—5, с.107—113.
- Хозарська спадщина і «Слово о полку Ігоревім», Старожитності Південної Русі: Матеріали ІІІ історико—археологічного семінару «Чернігів і його округа в IX—XIII ст.» (Чернігів, 15—18 травня 1990 р.), Чернігів, 1993, с. 7—12.
- Аскольд і Олмош, Археологія, № 1, К., 1994, с. 65—71.
- Гетьмани, гетьмани, коли б ви повстали… «Літературна Україна», № 10—11, 24.02.1994.
- Екологічний принцип охорони пам'яток історії та культури, Проблеми регенерації історико-архітектурного середовища, К., 1994.
- Історіософські підвалини історичного розвитку, Український історик, т. ХХХІ, ч. 1—4(120—123), Нью-Йорк—Торонто—Київ—Львів—Мюнхен, 1994, с. 234—240.
- Періодизація історичного розвитку Східної Європи в І тис. н. е., Археологія, № 3, К., Наукова думка, 1994, с.13—18.
- З історії Десятинної церкви, Церква Богородиці Десятинна в Києві, К., 1996, с. 35—36.
- Плекаймо київську старовину, «Час/Time», № 45, 27.06.1995.
- Русь-Україна і Русь-Росія, Історія українського середньовіччя: Козацька доба, частина перша, К., 1995, с. 28—35.
- Соціалізм. Закон індискретного привласництва, «Час/Time», № 8, 28.01.1995.
- Соціалізм. Закон господарської байдужості, «Час/Time», № 22, 24.03.1995.
- Соціалізм. Закон збитковості, «Час/Time», № 32, 5.05.1995.
- Соціалізм. Закон надмірності, «Час/Time», № 64, 8.09.1995.
- Чарівний світ Галини Севрук, Tze captivating World of Haline Sevruk, Halina Sevruk, К., 1996, с. 3—4.
- Шлях у глухий кут, «Час/Time», № 4, 18.01.1995
- Як ми вшанували Михайла Грушевського в день його століття, Український історик, т. ХХХІІІ, ч. 1—4(128—131), Нью-Йорк—Торонто—Київ—Львів—Мюнхен, 1996, с.319—321.
- Де жили давні кияни?, Пам'ятки України, 1997, № 3, с.54—57.
- Реконструкція київського житла ХІ-ХІІІ століть // Пам'ятки України. — 1907. — № 3. — С.54-57
- Михайлівський Золотоверхий собор — найбільша пам'ятка давньоруського зодчества, «Час/Time», № 12, 14—20.08.1997.
- Працюю незалежно від перспективи публікації, Хроніка 2000, вип. 17, 1997, с. 268—376.
- Проблема антів, Український історик, т. XXXIV, ч. 1—4(132—135), Нью-Йорк—Торонто—Київ—Львів—Мюнхен, 1997, с. 56—60.
- Ще про походження назви «Київ» [Архівовано 17 листопада 2021 у Wayback Machine.], Проблема походження та історичного розвитку слов'ян, К., 1997, с. 215—220.
- Як Президія Академії розправлялася з непокірним істориком, Український історик, т. XXXIV, ч. 1—4(132—135), Нью-Йорк—Торонто—Київ—Львів—Мюнхен, 1997, с. 217—221.
- Географічні межі Галицького князівства близько 1185 р. (з коментарів до «Слова о полку Ігоревім»), Галич і Галицька земля, Київ—Галич, 1998, с. 24—28.
- З «біографії» Аскольдової могили, «Час/Time», № 18(200), 7—13.05.1998.
- «Слово о полку Ігоревім» в контексті світової культури, Історія Русі-України, К., 1998, с. 92—98
- Анти, Український історик, т. XXXV, ч. 1—4(136—139), Нью-Йорк—Торонто—Київ—Львів—Мюнхен, 1998, с. 27—71.
- Григорій Сковорода (історична поема), Кур'єр Кривбасу, листопад 1998, с. 88—108.
- Перша відбудовча ухвала і перший проект. (Про Михайлівський Золотоверхий), Пам'ятки України, ч.1(122), К., 1999, с. 17—18.
- Із «Книги притч» // Українська мова і література, 1999, ч.48(160), с.10.
- Думки проф. Михайла Брайчевського, голови Київського осередку про «Українського історика» // Український історик, т. XXXVI, ч.2-4(141—143), Нью-Йорк — Торонто — Київ — Львів — Париж, 1999, с.358—359.
- Витоки, розвиток та перспективи української державності // Три дні вересня вісімдесят дев'ятого. Матеріали Установчого з'їзду НОУ. — К., 2000. — С.57-62.
- Державній мові — державну підтримку. Відкритий лист Президенту України Леоніду Кучмі, Столиця, № 39(244), 8.04.2000.
- Мова і держава. Відкритий лист Президенту України Леоніду Кучмі, Українське слово, ч.17— 18, 27.04—10.05.2000.
- Мова і держава. Відкритий лист Президенту України Леоніду Кучмі // Образотворче мистецтво, № 1-2, 2000, с.68.
- Етногенічні проблеми і походження українського народу // На службі Кліо, Збірник наукових праць на пошану Л. Р. Винара з нагоди 50-ліття його наукової діяльности — Київ — Нью-Йорк — Торонто — Париж —Львів, 2000, с.137-155.
- Вступне слово (від редколегії) // На службі Кліо. Збірник наукових праць на пошану Л. Р. Винара з нагоди 50-ліття його наукової діяльности, Київ — Нью-Йорк — Торонто — Париж —Львів, 2000, с.9 (співавтори О.Домбровський, Л.Винар).
- Історіософські підвалини історичного поступу // Хроніка 2000. Україна: філософський спадок століть, вип.39-40, част. ІІ, К., 2000, с.221-228.
- Пам'яті Олени Компан // (Збірка наукових праць пам'яті відомого вченого-історика доктора історичних наук Михайла Брайчевського). — Число 10. — Частина 1 — К., 2003. — С.
- Перший руський князь-християнин // Український церковно-історичний календар-2001, К., 2001, с.33-34.
- Сповідь // Літературна Україна, № 40(4937), 1.11.2001, с.8.
- Наукові знання // Київська Русь / Історія української культури, К., 2001, с.802-815.
- Чінквеченто (триптих) // Арт-панорама. Інформаційно-аналітичний бюлетень // № 12(17), грудень 2001, с.13.
- Мова і держава. Відкритий лист Президенту України Леонідові Кучмі // Український історик, Т. XXXVIII, ч. 1-4 (148—151), Нью-Йорк —Київ — Львів — Торонто — Париж, 2001, с.209-211.
- Аскольд // Історичний календар’ 2002, с.21-23.
- Олег Віщий // Історичний календар’ 2002, с.24-26.
- Святослав Ігорович // Історичний календар’ 2002, с.127-129.
- Володимир Святий // Історичний календар’ 2002, с.171-174.
- Ярослав Мудрий // Історичний календар’ 2002, с.238-242.
- Володимир Мономах // Історичний календар’ 2002, с.269-273.
- Данило Галицький // Історичний календар’ 2002, с.301-303.
- Детектив у Виллиама Шекспира // Collegium. Международный научный журнал. вып.12, К., 2002, с.125-143.
- Структуралізм історичного процесу // Михайло Брайчевський: вчений і особистість, К., 2002, с.129-154.
- Культурні обрії автора «Слова о полку Ігоревім» (розділ 3-й другої частини монографії "Автор «Слова о полку Ігоревім») // Михайло Брайчевський: вчений і особистість, К., 2002, с.154-197.
- Детектив у Виллиама Шекспира // Михайло Брайчевський: вчений і особистість, К., 2002, с.197-214.
- Книга притч // Михайло Брайчевський: вчений і особистість, К., 2002, с.215-226.
- Сповідь // Лаврський альманах, вип 8, К., 2002, с.5.
- Про дитячі та юнацькі роки (Зі спогадів Михайла Брайчевського) // Лаврський альманах, вип 8, К., 2002, с.29-34.
- Приєднання чи возз'єднання? (Критичні замітки з приводу однієї концепції) // Лаврський альманах, вип 8, К., 2002, с.66-93.
- Заключне слово // Лаврський альманах, вип 8, К., 2002, с.94-136.
- Слово о полку Ігоревім. (Розділ 5-й другої частини монографії «Автор „Слова о полку Ігоревім“») // Варіації на тему «Слова о полку Ігоревім» // Автор «Слова о полку Ігоревім» та культура Київської Русі. К.: Фенікс, 2005. — С.537-551.
- Лаврський альманах, вип. .8, К., 2002, с.140-176.
- Приєднання чи возз'єднання? (Критичні нотатки з приводу однієї концепції) // Переяславська рада: історичне значення та політичні наслідки. — К.: Видавничий центр «Просвіта», 2003. — С. 23-67.
- Приєднання чи возз'єднання? (Триптих) // Переяславська рада 1654 року. — К.: Смолоскип, 2003. — 294—418.
- Приєднання чи возз'єднання? (Критичні замітки з приводу однієї концепції) (Фрагмент) // Переяславська рада очима істориків, мовою документів. — К.: Україна, 2003. — 264—290.
- Реставратор української нації: до 90-річчя від дня народження М. Брайчевського (1924—2001) // Дати і події [Архівовано 1 травня 2016 у Wayback Machine.], 2014, друге півріччя: календар знамен. дат № 2 (4) / Нац. парлам. б-ка України. — Київ, 2014. — С. 63—67.